# Le Plafond de verre (film, 2004)
Pour les articles homonymes, voir Le Plafond de verre.
Pour plus de détails, voir Fiche technique et Distribution.
Le Plafond de verre est un film documentaire français, réalisé par Yamina Benguigui, sorti en 2004.
Ce documentaire présente la discrimination à l'embauche des jeunes allochtones sur le marché du travail.

## Fiche technique
- Titre : Le Plafond de verre
- Réalisation : Yamina Benguigui
- Photographie : Bakir Belaïdi et Isabelle Fermon
- Montage : Lionel Bernard
- Production : Philippe Dupuis-Mendel
- Société de production : Bandits Productions, SolidarCité et France 5
- Société de distribution : Ciné Classic (France)
- Pays :  France
- Genre : documentaire
- Durée : 52 minutes
- Dates de sortie : 
  -  France : 7 octobre 2004 ((Paris Quinzaine du Cinéma Francophone), 11 janvier 2006